# Yume de aetara
Yume de aetara (夢で逢えたら?) è un manga creato da Noriyuki Yamahana sotto il nickname HANAKO, serializzato dalla casa editrice Shūeisha sulla rivista Business Jump dal 1994 al 2000. Da Yume de aetara sono state tratte due serie animate, un anime per la TV e una soltanto per il mercato home video, entrambe prodotte da TBS.

## Trama
Protagonista della storia è Masao, un ragazzo giapponese di una grande città che s'innamora di Nagisa, un'insegnante di una scuola elementare. Masao prova in svariati modi a conquistare la ragazza, ma per strane coincidenze non riesce mai nel suo intento. Dopo un inizio pieno di gag la serie diventa più matura, affrontando diverse problematiche.